# Кокугаку
„Кокугаку“ (на японски: 国学, букв. „държавна наука“ или „наука за държавата“) представлява научно течение и школа в японската филология и философия през периода Едо.
Последователите на тази школа си поставят за цел да променят фокуса на японската литература и философия от доминиращите тогава китайски, конфуциански и будистки текстове към ранните японски класически литературни произведения.

## Развитие
Кокугаку първоначално се развива през 17-и и 18 век под формата на „Когаку“(古学, букв. „древна наука“), „Уагаку“ (和学, букв. „японска наука“) и т.нар. „Инишие манабу“ (古学ぶ, букв. „наука за древността“) като последният термин е предпочитан от най-значимия представител на Кокугаку, Мотоори Норинага. Школата Кокугаку черпи от шинтоизма и класическата японска литература, която олицетворява своеобразен „Златен век“ за културата и обществото. Нейните последователи се съсредотоават върху класическата японска поезия, зародила се преди феодалните кланове през 12 век, както и други културни постижения, които показват „духа на Япония“. Един често срещан мотив, върху който се набляга е т.нар. „моно но аваре“ (物の哀れ, букв. „съпричастие към нещата“) или съпричастността и тъгата по мимолетното в живота.
Терминът „Кокугаку“е добива популярност през 19 век чрез Хирата Ацутане и трябва да отличава школата от „Кангаку“ (漢学, букв. „китайска наука“). Често той се превежда като „местна наука“ (в смисъл на японска) и се противопоставя на китайските неоконфуциански трактати. Последователите на Кокугаку често критикуват конфуцианските философи за техните ограничаващи нравоучения и се опитват да „възродят“ японската култура преди тя да бъде заменена от чужди модели на мислене и поведение.
Четиримата най-известни представители на това течение са Мотоори Норинага, Када но Азумамаро, Камо но Мабучи и Хирата Ацутане. Освен тях принос имат и Хагивара Хиромичи, Мотоори Охира, Мотоори Харунива, Накане Котей, Уеда Акинари, Дате Мунехиро, Фуджитани Мицуе, Тачибана Морибе и Катори Нахико.
Кокугаку повлиява силно на движението Сонно Джои, което води до падането на шогуната Токугава и Реставрацията Мейджи.

## Принципи
Основен принцип на школата Кокугаку е изначалната чистота на японската нация, която ще разкрие своето величие след като се премахне чуждото (китайско) влияние.
Хирата Ацутане развива идеята за божествения произход на целия японски народ, не само на императорския двор и няколко благороднически рода.